# Rhaphipodus taprobanicus
Rhaphipodus taprobanicus là một loài bọ cánh cứng trong họ Cerambycidae.